# جوناثان بي. باري
جوناثان بي. باري (بالإنجليزية: Jonathan B. Barry)‏ هو شخصية أعمال وسياسي أمريكي، ولد في 20 يونيو 1945. حزبياً، نشط في الحزب الديمقراطي. وقد انتخب عضو جمعية ولاية ويسكونسن.